# 密多罗
密多羅（天城体：मित्र，IAST:）是古印度文化中的神祇，其能力隨時代而變化。在米坦尼（Mitanni）銘文中，密多羅被稱為條約的保護者之一。作為ṛtá（真相與秩序）的主要守護人，違者將受到懲罰。在吠陀晚期和梵天文獻中，密多羅越來越多地與黎明與晨光聯繫在一起。在吠陀後，密多羅幾乎消失了-密多羅演變成不喜武力的友誼守護神。

## 神话学中的密多罗
密多罗源自原始雅利安宗教中的契约之神密特拉（原始印度-伊朗语：*mitras）。这是一个极为古老的神祇，本来是雅利安人万神殿里共有的崇拜对象，在伊朗-雅利安人和印度-雅利安人分化之后，才开始朝不同特征发展。“mitra”一词在梵语中的本义为“契约，朋友”，但更强调后者。《梨俱吠陀》中提到此词时，除作为神名以外，还可以作为普通名词“朋友”使用。伊朗诸语则恰恰相反，比较强调“契约”的含义。
现存最古老的有关密多罗的记录为刻于前14世纪的赫梯语铭文，该铭文系赫梯与米坦尼签订的和约（米坦尼为一支与印度人有密切关系的雅利安人在西亚建立的国家）。在铭文中列举了米坦尼人的五位天神：密多罗、伐楼拿、因陀罗和双马童（双马童是双子神）。这些神全部对应于《吠陀》中的印度神祇。
据《梨俱吠陀》所载，广延天女和密多罗是极裕仙人的父母。大神密多罗与伐楼拿被广延的美貌迷住，双双喷出精液，从中生出极裕仙人（最强大的仙人之一）。而根据较晚的神话，同时诞生的还有另一位大仙投山仙人。
有一些宗教学者认为，佛教的弥勒至少有部分是衍生自婆罗门教的密多罗；但其根据主要来自于语言学。

## 宗教文献中的密多罗
在《梨俱吠陀》中，密多罗是阿底提所生的（阿底提耶众神之一）。密多罗与伐楼拿是对偶神，他们几乎总是被联在一起。献给伐楼拿的颂歌中至少有三分之二是同时献给密多罗的。至于单独属于密多罗本人的颂歌则只有一首（第3卷第59首）。与伐楼拿一样，梨俱吠陀里有时说密多罗是提婆，有时又说他是阿修罗；蓋因当时阿修罗还没有成为与提婆神系对立的恶神（天魔）。但是，由于提婆多为自然神，阿修罗多为抽象神，似乎密多罗分类为阿修罗更合理些。伊朗的宗教系统则毫无疑问地把密特拉归类为阿胡拉（一種很具爭議性的説法聲稱阿修罗在波斯古经中的对应），但早期的文獻沒有明確提到密特拉屬於哪一方，這種情況被稱為瑣羅亞斯德的沉默，暗示密特拉在瑣羅亞斯德教早期的神話中可能是德弗之一。
在婆罗门教-印度教的体系中，密多罗主要掌管友谊的神祇，同时也是秩序和法律的维护者，其言行被视为其他天神的楷模，因为除了与伐楼拿联在一起以外，《梨俱吠陀》里一些献给其他神祇的颂歌也以一种特殊的方式提到密多罗，即这些神被称赞为“像密多罗一样”具有某种优良品质。此外，密多罗特别宠爱歌者，经常赐予他们财富。
从《梨俱吠陀》开始，密多罗和伐楼拿作为对偶神就有许多对立之处。如，密多罗掌管白昼，伐楼拿掌管黑夜；密多罗关心人间，伐楼拿关心冥界；等等。但是，密多罗与伐楼拿的关系仍然是密切的。《夜柔吠陀》里有描写密多罗安慰伐楼拿的篇章。更晚的罗摩衍那里也有密多罗援助伐楼拿的故事。百道梵书对此作出了解释，即密多罗代表祭司的神权（富楼醯多），伐楼拿代表世俗的王权（罗阇）。因此，部分学者认为密多罗与伐楼拿的复杂关系在梵书时代实际代表了婆罗门种姓与刹帝利种姓之间的关系，二者既斗争又互相利用。

## 资料来源
- 《世界神话辞典》，辽宁人民出版社，ISBN 7-205-00960-X
- 《祆教史》，ISBN 7-80618-463-5
- 《梵语文学史》，金克木著，江西教育出版社，ISBN 7539231505/I351·092